# Groovy
A Groovy egy objektumorientált programozási nyelv a Java platformhoz. Hasonló tulajdonságokkal rendelkezik, mint a Python, a Ruby, a Perl és a Smalltalk.
A Groovy szintaxisa Java-szerű, a blokkok határait kapcsos zárójelek jelzik. A Java-kód általában szintaktikailag helyes Groovy-ban is. Dinamikusan fordul Java bájtkóddá és együtt tud működni lefordított Java-kóddal és csomagolt Java programkönyvtárakkal is.

## Történet
James Strachan először 2003 augusztusában tett említést a blogján a Groovy fejlesztéséről.
Több verzió is kijött 2004 és 2006 között. Amikor elkezdődött a szabványosítás a JCP kereteiben, akkor megváltozott a verziószámozás és 2007. január 2-án (kedden) megszületett az „1.0” verzió. Ezt követően  több bétát és release-jelöltet is kiadtak 1.1 verziószámmal, majd 2007. december 7-én befejezték az 1.1 verziót és rögtön át is nevezték 1.5-nek, mert már nagyon sok változást tartalmazott az 1.0-hoz képest.
2009 év elején publikálták az 1.6 verziót
, majd nyáron Strachan a következőt írta a blogjában

„Őszintén mondhatom, hogy ha 2003-ban valaki megmutatta volna nekem Martin Odersky, Lex Spoon és Bill Venners Programming in Scala című könyvét, akkor valószínűleg soha nem alkotom meg a Groovy-t.”

Még ugyanazon a nyáron kijött az 1.7 verzió is.

## Jellemzők
Ránézésre a Groovy hasonlít a Javára. Nem az összes, de sok .java fájl egyszerűen átnevezhető .groovy fájllá és működni fog Groovy kódként. Vannak azonban kivételek, tehát nem mondható el, hogy a Groovy nyelv a Java nyelv kiterjesztése. Elmondható viszont, hogy a Groovy nyelv bír olyan tulajdonságokkal, amik a Javából hiányoznak.
A két nyelv hasonlósága miatt Java-programozók elég könnyen meg tudják tanulni a Groovy nyelvet, mert a Java szintaxisból kiindulva fokozatosan szokhatnak hozzá a Groovy specialitásaihoz.
A Java nyelvből hiányzó, de a Groovy nyelvben meglévő tulajdonságok között szerepel a statikus és a dinamikus típusolás (a def kulcsszóval), a closure-ök, az operátor túlterhelés, a natív szintaxis a listáknál és az asszociatív tömböknél, a reguláris kifejezések natív támogatása, a polimorf iterációk, a stringekbe ágyazott kifejezések, a helper metódusok és a biztonságos navigációs operátor (?.), ami automatikusan ellenőrzi, hogy a változó nem null értékű-e (például variable?.method() vagy variable?.field).
A Groovy megengedi egyes elemek elhagyását, amik a Javában kötelezőek, így a Groovy kód tömörebb tud lenni. A Groovy szintaxisa gyakran tömörebb, mint a Javáé. Például egy iteráció a Standard Java 5 verziótól ilyen:
```
 
for
 
(
String
 
it
 
:
 
stringArray
)

     
if
 
(
it
.
contains
(
"tehén"
))

         
System
.
out
.
println
(
it
);

```

Groovy-ban ugyanez így is kifejezhető:
```
 
stringArray
.
findAll
{
it
.
contains
(
"tehén"
)}.
each
{
println
 
it
}

```

A Groovy beépített DOM szintaxissal támogat több jelölőnyelvet, például az XML-t és a HTML-t. Ez a feature lehetővé teszi különböző heterogén adatok definiálását és manipulálását egységes és tömör szintaxissal.[forrás?]
A Java nyelvtől eltérően a Groovy forráskód futtatható interpretált (tehát nem kompilált) szkriptnyelvként, ha tartalmaz osztálydefiníción kívüli kódot vagy ha egy osztálydefiníció tartalmaz main metódust vagy implementálja a Runnable vagy a GroovyTestCase interface-ek egyikét.
Eltérően a Ruby nyelvtől, a Groovy szkriptek a Perl nyelvhez hasonlóan teljes mértékben parse-olódnak és lefordulnak a futtatás előtt. (Ezt a futtató környezet „rejtve” teszi és a lefordított változatot nem menti el a folyamat során.)
A GroovyBeans a JavaBeans Groovy-féle változata. A Groovy implicit módon generálja getter és a setter metódusokat. Például a következő kódban implicit generálódnak a setColor(String color) és a getColor() metódusok; és az utolsó két sor, amely látszólag közvetlenül manipulálja az adatmezőt, tulajdonképpen a megfelelő metódusokat hívja meg.
```
class
 
AGroovyBean
 
{

  
String
 
color

}

def
 
myGroovyBean
 
=
 
new
 
AGroovyBean
()

myGroovyBean
.
setColor
(
'babarózsaszín'
)

assert
 
myGroovyBean
.
getColor
()
 
==
 
'babarózsaszín'

myGroovyBean
.
color
 
=
 
'türoszi bíbor'

assert
 
myGroovyBean
.
color
 
==
 
'türoszi bíbor'

```

A listák és az asszociatív tömbök kezelésére a Groovy-ban egyszerű és konzisztens szintaxis van. A Java szintaxishoz képest mindenképp.
```
def
 
movieList
 
=
 
[
'Dersu Uzala'
,
 
'Ran'
,
 
'Seven Samurai'
]
 
// deklarál egy (tömbnek tűnő) listát

assert
 
movieList
[
2
]
 
==
 
'Seven Samurai'

movieList
[
3
]
 
=
 
'Casablanca'
  
// hozzáad egy elemet a listához

assert
 
movieList
.
size
()
 
==
 
4

def
 
monthMap
 
=
 
[
 
'January'
 
:
 
31
,
 
'February'
 
:
 
28
,
 
'March'
 
:
 
31
 
]
  
// deklarál egy asszociatív tömböt

assert
 
monthMap
[
'March'
]
 
==
 
31

monthMap
[
'April'
]
 
=
 
30
  
// hozzáad egy kulcs-érték párt az asszociatív tömbhöz

assert
 
monthMap
.
size
()
 
==
 
4

```

## IDE támogatottság
- NetBeans a 6.5 verzió óta
- TextMate[13]
- Eclipse (plugin segítségével)[14]
- IntelliJ IDEA (Jet Groovy Plugin segítségével)[15]